# Otto Hartmann (Tierschützer)
Otto Hartmann (* 18. August 1842 in Köln; † 17. Oktober 1927 ebenda) war ein deutscher Fabrikant und Tierschützer.

## Leben
Der Kölner Fabrikant und Kaufmann Otto Hartmann war Mitbegründer des am 21. Juli 1868 gegründeten Kölner Tierschutzvereins, zunächst als Schriftführer und ab 1876 als dessen Vorsitzender. Er besuchte zunächst die Realschule Münster, verließ 1859 die Schule mit dem Reifezeugnis und trat im selben Jahr in das Bankhaus J.D. Herstatt in Köln ein. Anschließend wurde er Teilhaber der Baumaterialienhandlung Simonis und war seit 1883 Teilhaber der Gasapparatenfabrik Guillaume & Cie, Köln.

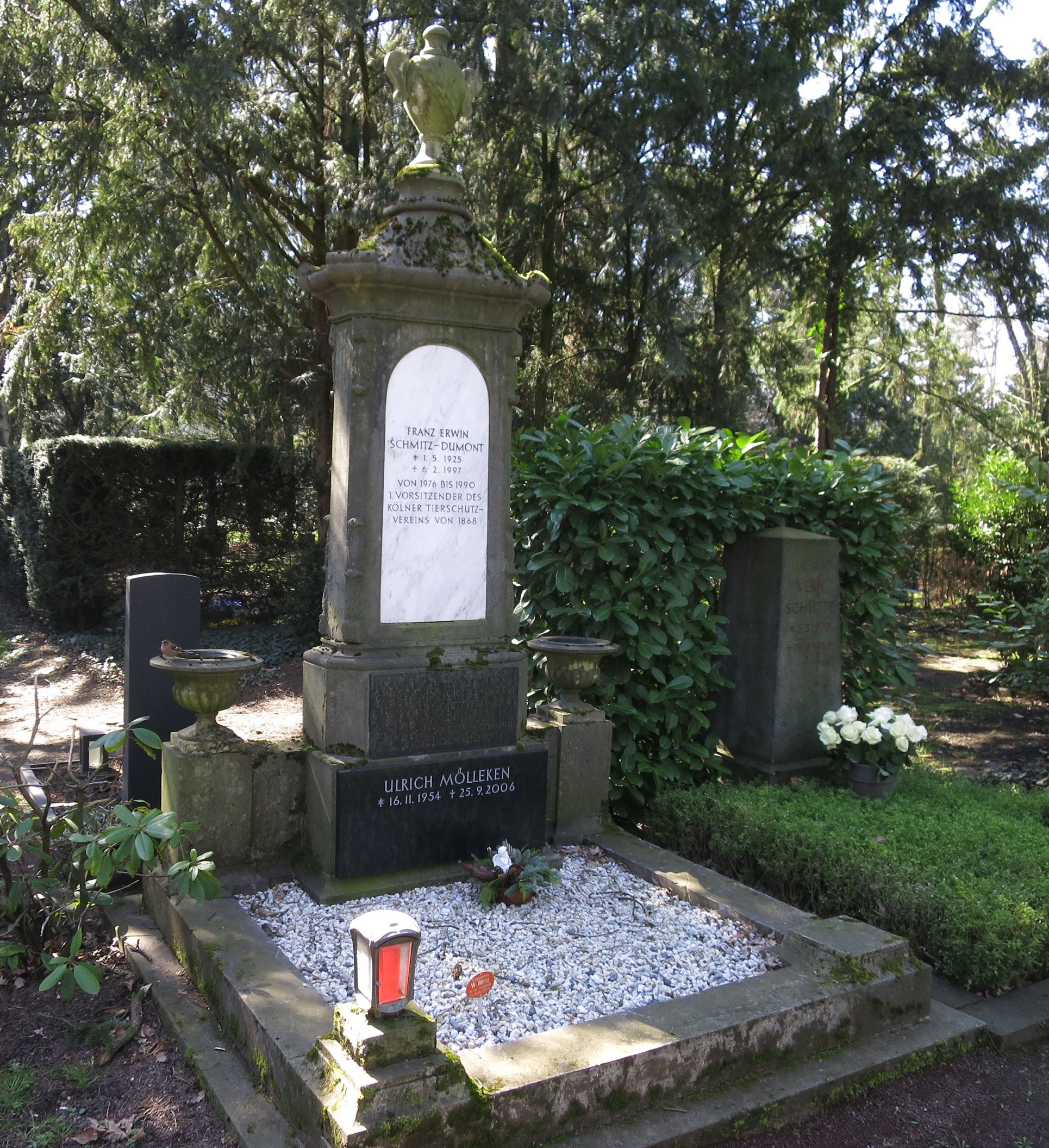
Grabstätte (Patenschaftsgrab)

In der deutschen Tierschutzbewegung spielte Hartmann in den folgenden Jahrzehnten eine zentrale Rolle und trat u. a. vehement für ein Verbot des Schächtens ein. Er initiierte 1875 den Zusammenschluss der bis dahin örtlichen Tierschutzvereine von Düsseldorf, Essen und Köln und des „Wupperthaler Vereins zum Schutze der Thiere“ zum „Verband Rheinisch-Westfälischer Tierschutzvereine“. 1881 erfolgte unter Hartmanns Federführung der Zusammenschluss der deutschen Tierschutzvereine zum „Verband der Tierschutzvereine des Deutschen Reiches“, dessen Vorsitz er bis zu seinem Tod während einer Vorstandssitzung des Kölner Tierschutzvereins im Jahr 1927 innehatte. Der Vorläufer des Deutschen Tierschutzbundes führte nach seinem Tod zeitweise die Bezeichnung Otto-Hartmann-Bund und wurde von seinem Nachfolger Camillo Schaufuß 1933 aufgelöst. Das 1933 erlassene erste deutsche Tierschutzgesetz (Reichstierschutzgesetz) wurde wesentlich durch die Vorarbeiten der deutschen Tierschutzvereine unter seiner Führung geprägt.
Hartmanns Grabstätte befindet sich auf dem Kölner Melaten-Friedhof (Lit. B Nr. 275-76).